# ヴァランティーヌ・リニー
ヴァランティーヌ・リニー（Valentine Ligny、1906年10月22日 - 2022年1月4日）は、フランス・アミアンに在住していた長寿の女性。リュシル・ランドンに次いで存命人物のうちフランスで2番目の高齢者であった。

## 人物

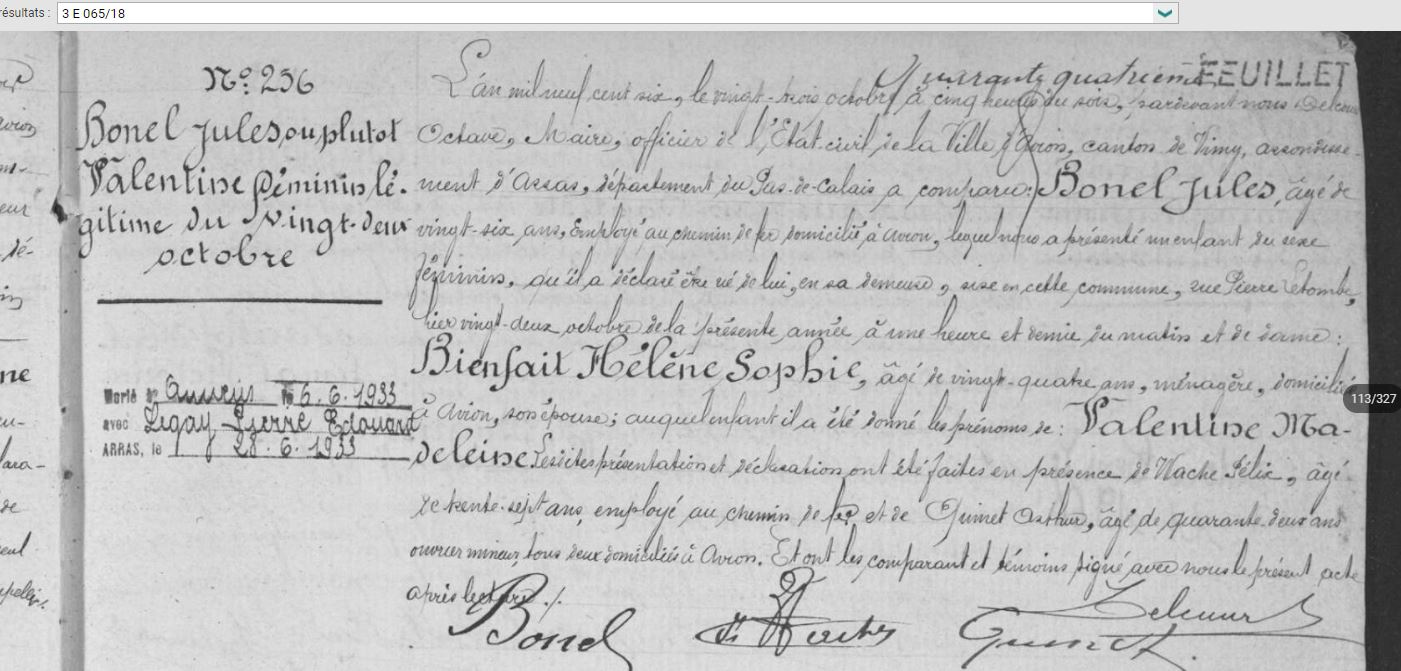
リニーの出生証明書

1906年10月22日、フランス・アヴィオンで誕生。1933年、ピエール・リニーと結婚。ピエールは1947年に死亡。長年、ブローニュ＝シュル＝メールでバスルーム機器、ヒーター、建築材料などが専門のサラリーマンとして働いていた。2015年に老人ホームに移動することを家族に言われるまで、約70年間アミアンの自宅に住んでいた。
2019年10月22日の113歳の誕生日の際は、アミアン市長が訪問したほか、シャンパンを一杯とケーキを食した。
2022年1月4日に死去。115歳74日没。